# Jean-Yves Camus
Jean-Yves Camus (* 1958 in Châtenay-Malabry) ist ein französischer Politikwissenschaftler und Rechtsextremismusforscher.

## Leben
Camus erwarb ein DEA in Zeitgeschichte an der École des Hautes Études en Sciences Sociales (EHESS) und studierte im Rahmen eines Masterstudiums Politikwissenschaften an der Université Paris 1 Panthéon-Sorbonne und gradual am Sciences Po.
Er war Forschungsleiter am Centre Européen de Recherche et d’Action sur le Racisme et l’Antisémitisme (CERA) in Paris und beschäftigte sich auch intensiv mit Linksextremismus (Projekt des Schweizerischen Nationalfonds) und Islamophobie (Projekt der Agentur der Europäischen Union für Grundrechte). Camus ist Mitglied des European Consortium for Political Research (ECPR) und der Task Force on Antisemitism des European Jewish Congress. Derzeit arbeitet er am Institut de Relations Internationales et Stratégiques (IRIS) und hat die Leitung des Observatoire des radicalités politiques der Fondation Jean-Jaurès übernommen.
Er veröffentlichte Bücher u. a. zum Front National, Aufsätze bei Le Monde diplomatique und auf Rue89 sowie Beiträge in Sammelbänden und Fachzeitschriften wie Jahrbuch Extremismus & Demokratie, Revue des Sciences Sociales und Politique Internationale.
Camus ist vor mehreren Jahren zum Judentum konvertiert.

## Schriften (Auswahl)
- mit René Monzat: Les droites nationales et radicales en France. Presses universitaires de Lyon, Lyon 1992, ISBN 2-7297-0416-7.
- Le Front national, histoire et analyse. Éditions Olivier Laurens, Paris 1996, ISBN 2-911838-01-7 / Front national. Eine Gefahr für die französische Demokratie? (= Schriftenreihe Extremismus & Demokratie. Band 11). Bouvier, Bonn 1998, ISBN 3-416-02716-7.
- L’extrême droite aujourd’hui. Éditions Milan, Toulouse 1997, ISBN 2-84113-496-2.
- Le Front national. Éditions Milan, Toulouse 1998, ISBN 2-84113-608-6.
- mit Annie-Paule Derczansky: Le monde juif. Éditions Milan, Toulouse 2001, ISBN 2-7459-0226-1.
- Extrémismes en France: faut-il en avoir peur? Éditions Milan, Toulouse 2006, ISBN 2-7459-2357-9.